# Phostria rutilalis
Phostria rutilalis là một loài bướm đêm trong họ Crambidae.